# Église Saint-Sylvestre de Plouzélambre
L'église Saint-Sylvestre avec l'ossuaire et le calvaire forme un ensemble situé à Plouzélambre, en France.

## Localisation
L'église, l'ossuaire et le calvaire sont situés sur le territoire de la commune de Plouzélambre, au lieu-dit Le Bourg, dans le département  des Côtes-d'Armor, en région Bretagne.

## Description
L'ensemble date des XVe et XVIe siècles, il regroupe l'église Saint-Sylvestre, l'ossuaire, le calvaire et la clôture de cimetière. L'ossuaire, daté du XVe siècle, est considéré comme l'un des plus anciens de Bretagne, et conserve une couverture dont les ardoises sont fixées par des chevilles en bois. Il comporte, à l'extérieur, une rangée de colonnettes supportant de petits arcs trilobés et, à l'intérieur, une voûte formée par une charpente lambrissée. Le chevet de l'église est du XVe siècle ; la nef, du XVIe siècle ; les lambris peints, du XIXe siècle.

## Galerie

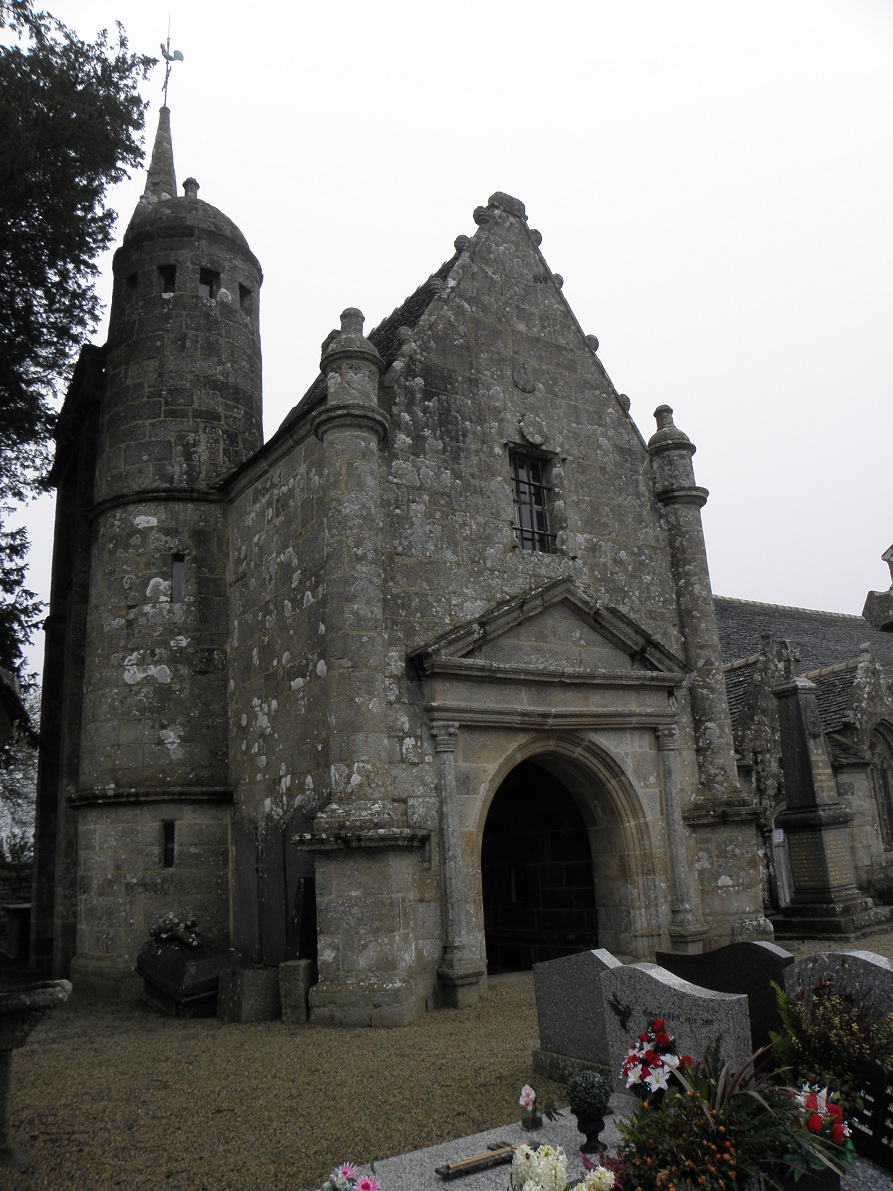
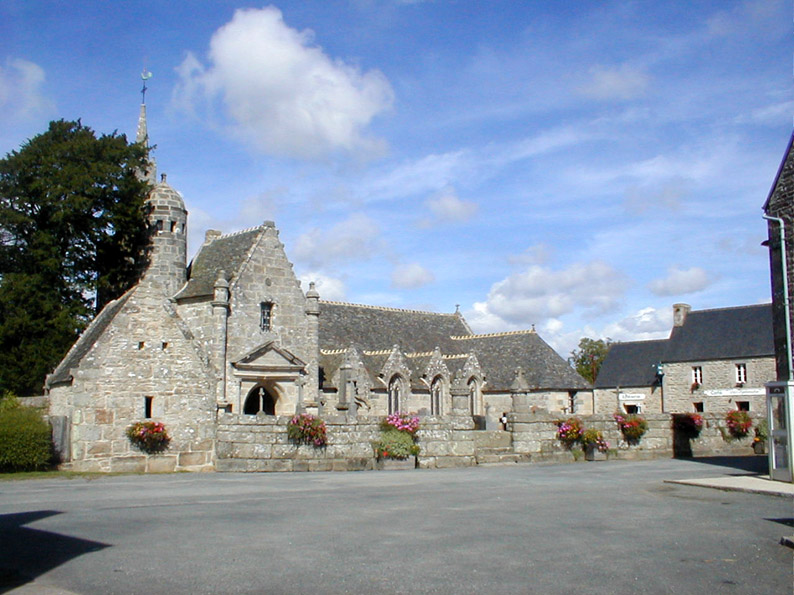
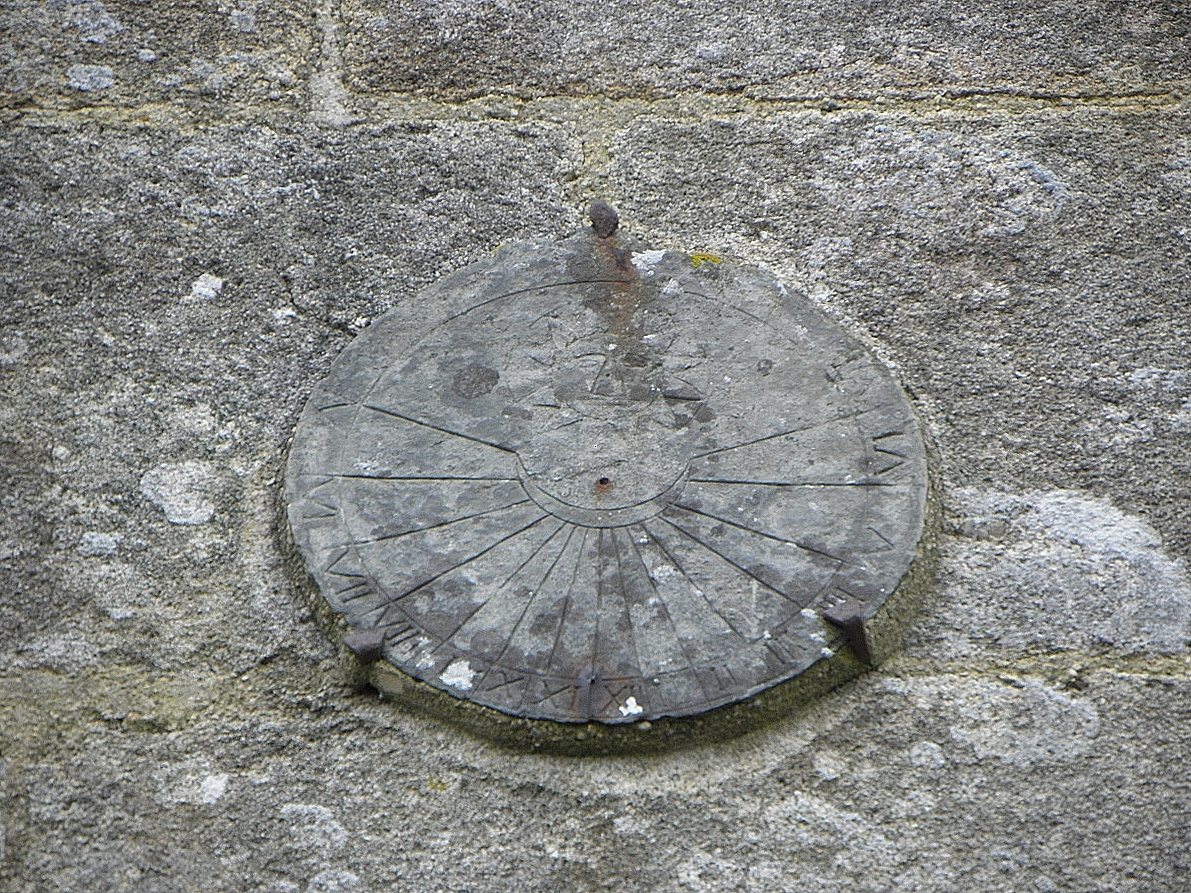
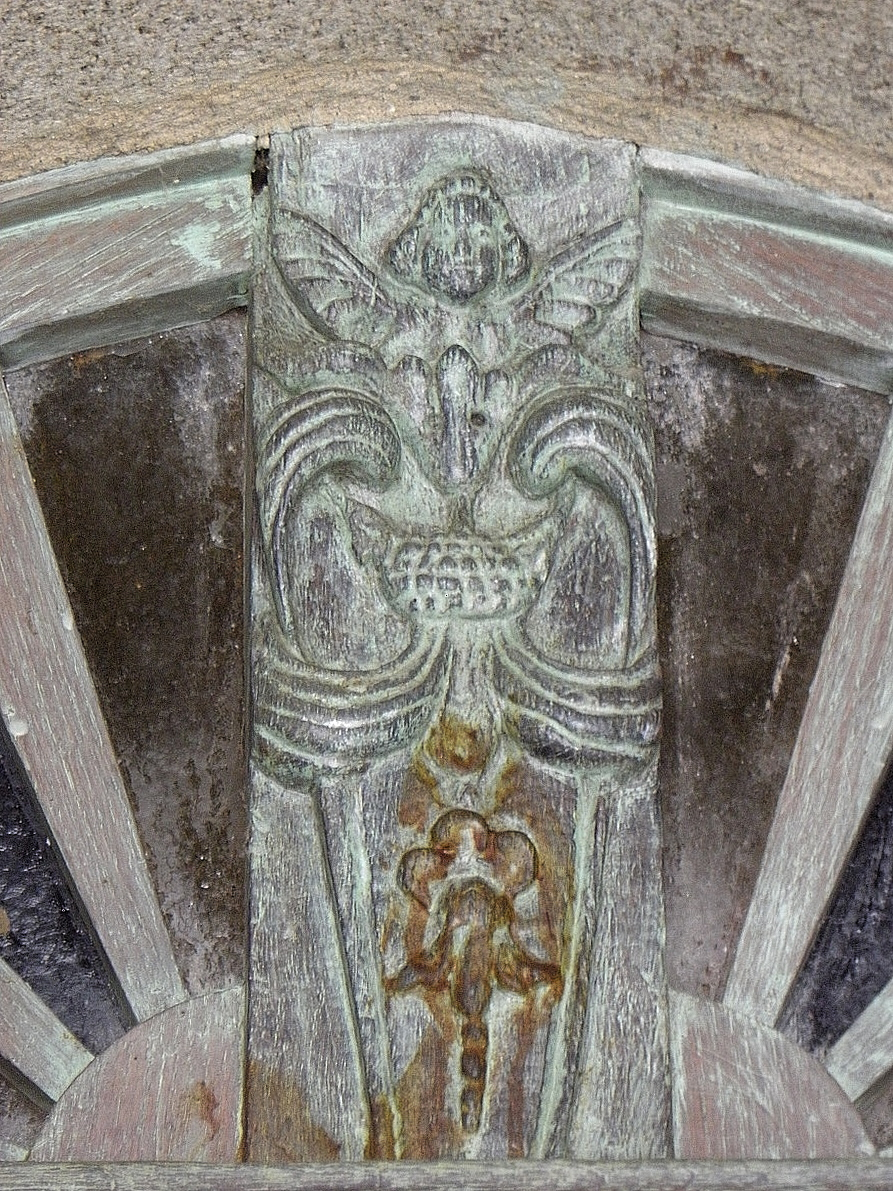
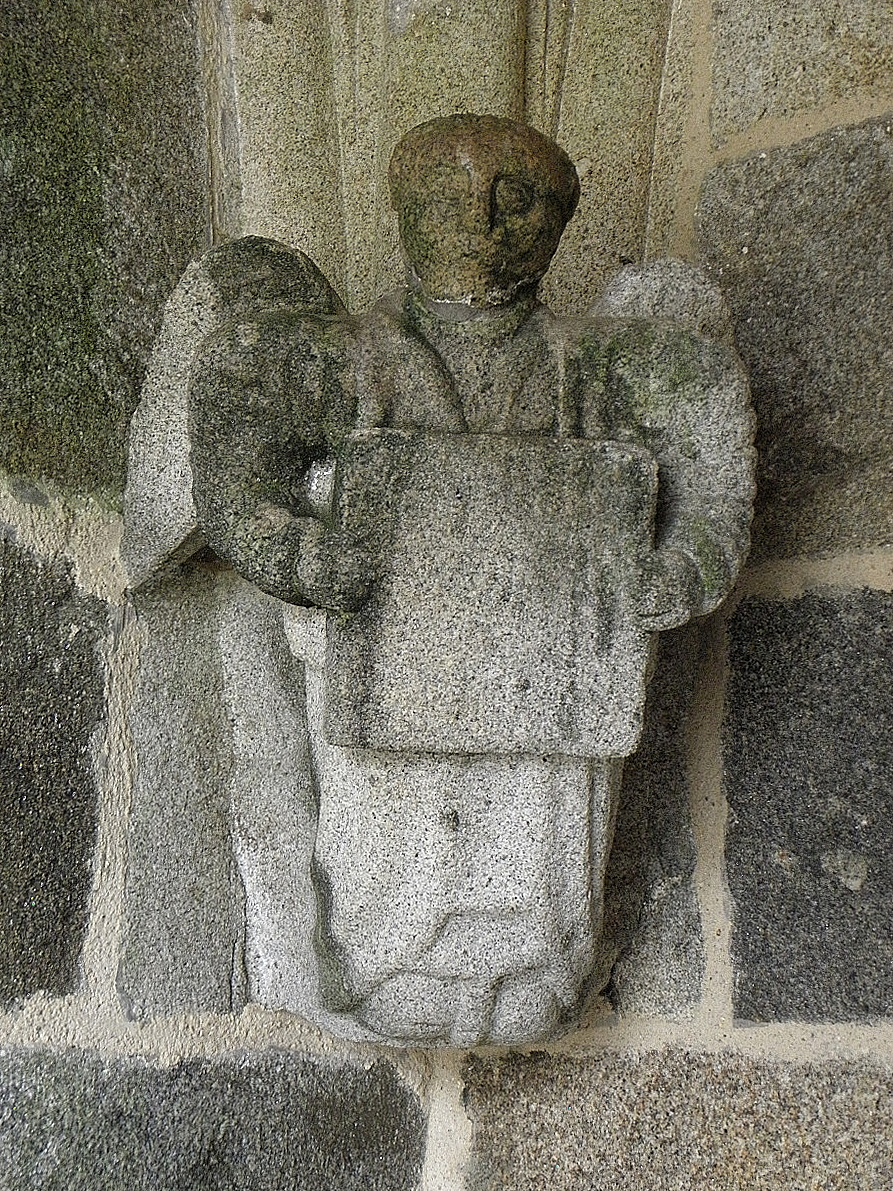
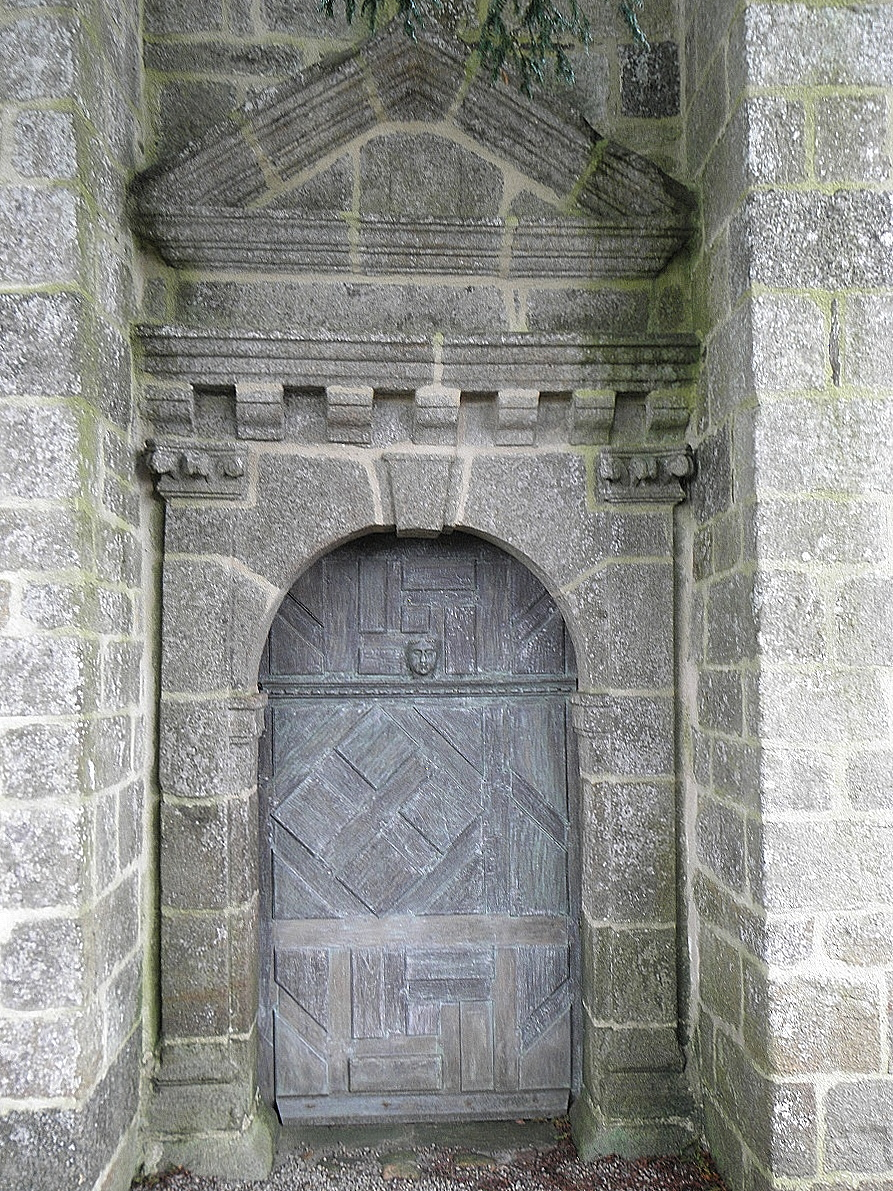
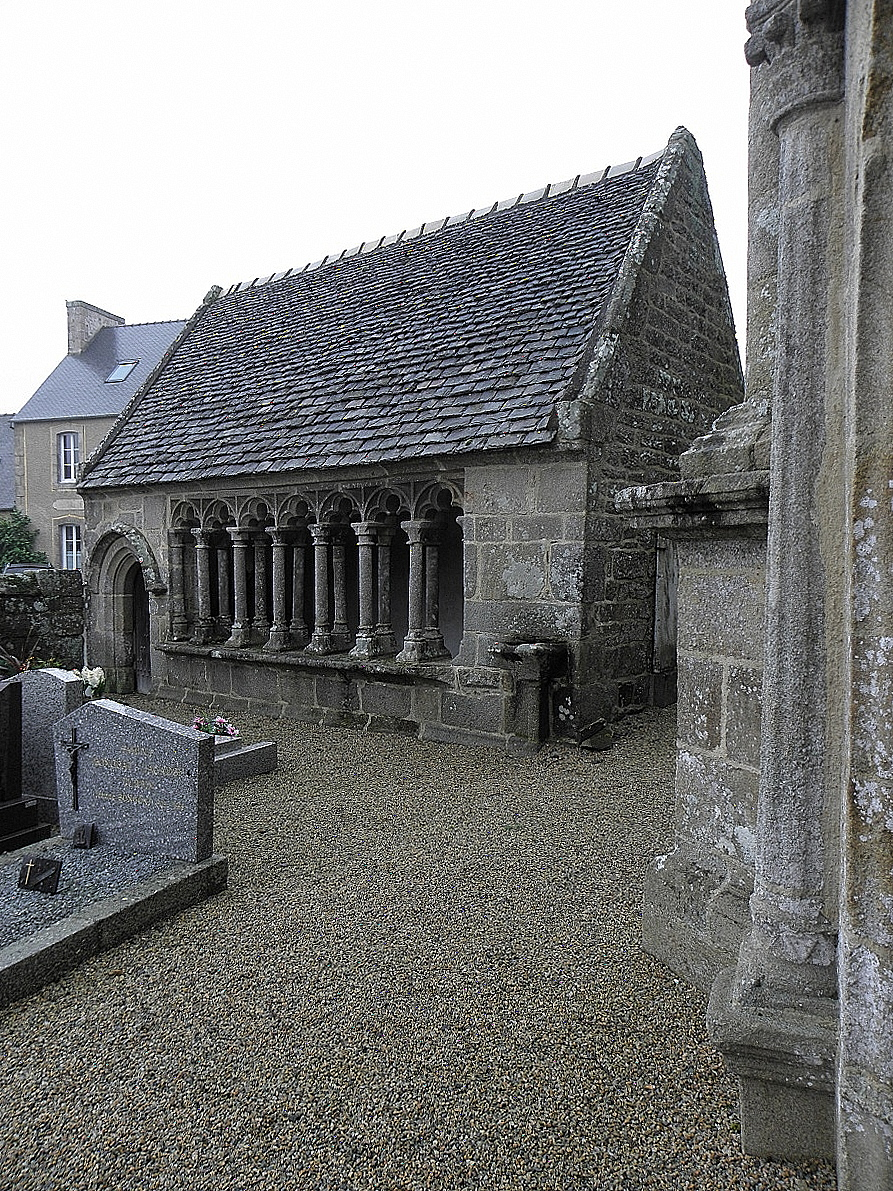
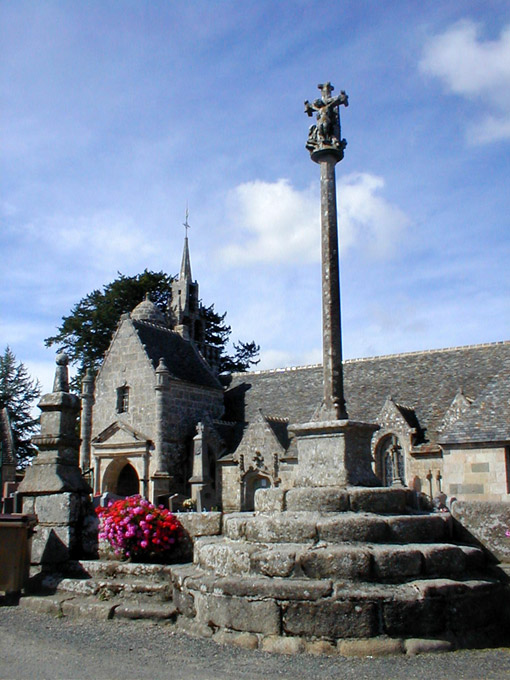

## Historique
L'ensemble est classé au titre des monuments historiques par arrêté du 4 juin 1993. Éléments protégés : l'ensemble formé par l'église Saint-Sylvestre, l'ossuaire, le calvaire et la clôture du cimetière.